# Fortuynia
Fortuynia é um género botânico pertencente à família Brassicaceae.